# Sarah Grand
Pour les articles homonymes, voir Grand.
Œuvres principales
The Heavenly Twins

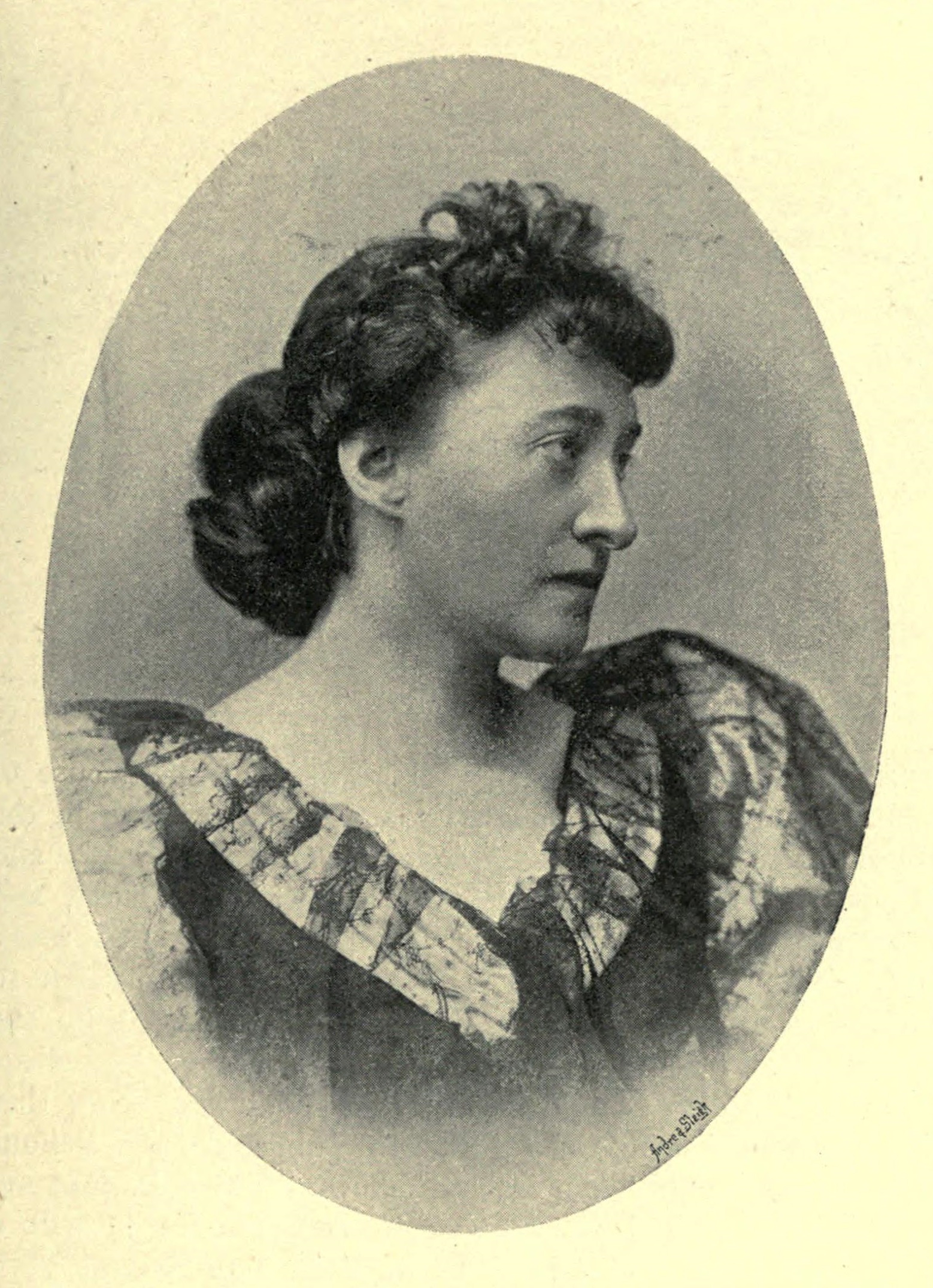
Sarah Grand, 1895, par Elliot & Fry.

Sarah Grand (née Frances Elizabeth Bellenden Clarke le 10 juin 1854 et morte le 12 mai 1943) est une écrivaine féministe irlandaise dont l'activité, couvrant la période de 1873 à 1922, se focalise essentiellement sur le concept de la « femme nouvelle » qu'elle a inventé. Sa scolarité ayant manqué de suivi, c'est à sa seule persévérance qu'elle doit de s'être forgé une carrière de renom. À défaut d'érudition, en effet, son œuvre s'ancre sur ses expériences et ses voyages personnels.

## Les jeunes années et le mariage
Frances Elizabeth Bellenden Clarke, née de parents anglais résidant à Rosebank House, Donaghadee, County Down, Irlande, est la fille de Edward John Bellenden Clarke (1813-1862) et de Margaret Bell Sherwood (1813-1874). À la mort de son père, sa mère déménage avec ses enfants à Bridlington, Angleterre, pour se rapprocher de sa famille de Rysome Garth, près de Holmpton dans l'Est du Yorkshire.

### Scolarité

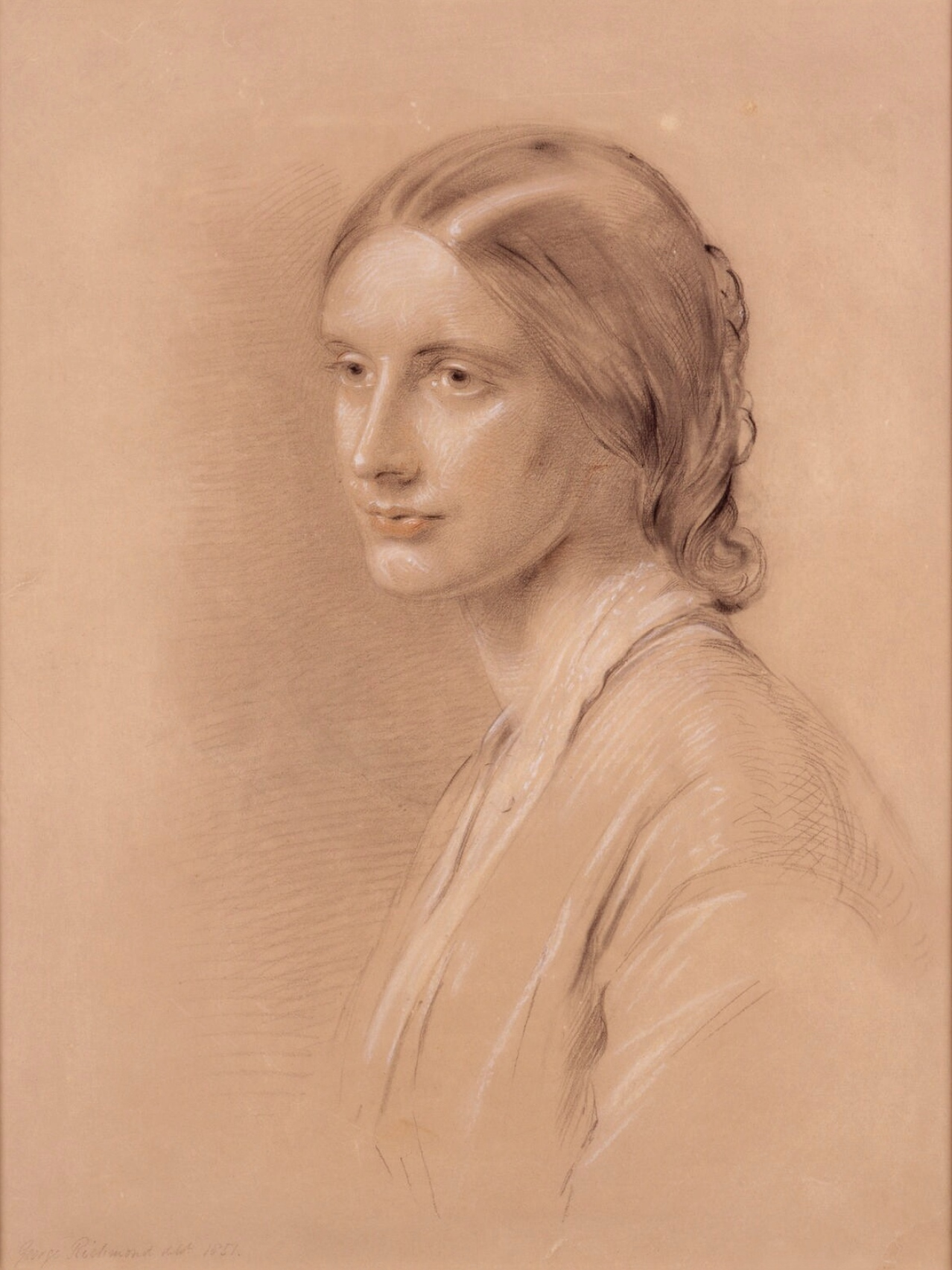
Josephine Butler par George Richmond (1809-1896).

En 1868, Sarah Grand entre à l'École Royale de la Marine (Royal Naval School), Twickenham, mais s'en voit bientôt exclue pour avoir constitué des groupes d'élèves prenant fait et cause pour Josephine Butler , militante très engagée dont le combat contre les lois sur les maladies contagieuses vise à protéger les prostituées des persécutions qu'elles subissent. Considérées en effet comme les seuls agents de la propagation des maladies vénériennes, elles se voient enfermées dans les salles communes de certains hôpitaux, en général pour trois mois, et soumises à d'humiliantes inspections intimes. Sarah Grand a, quant à elle, rejoint une Finishing School, établissement privé spécialisé dans l'acquisition des bonnes manières.

### Mariage

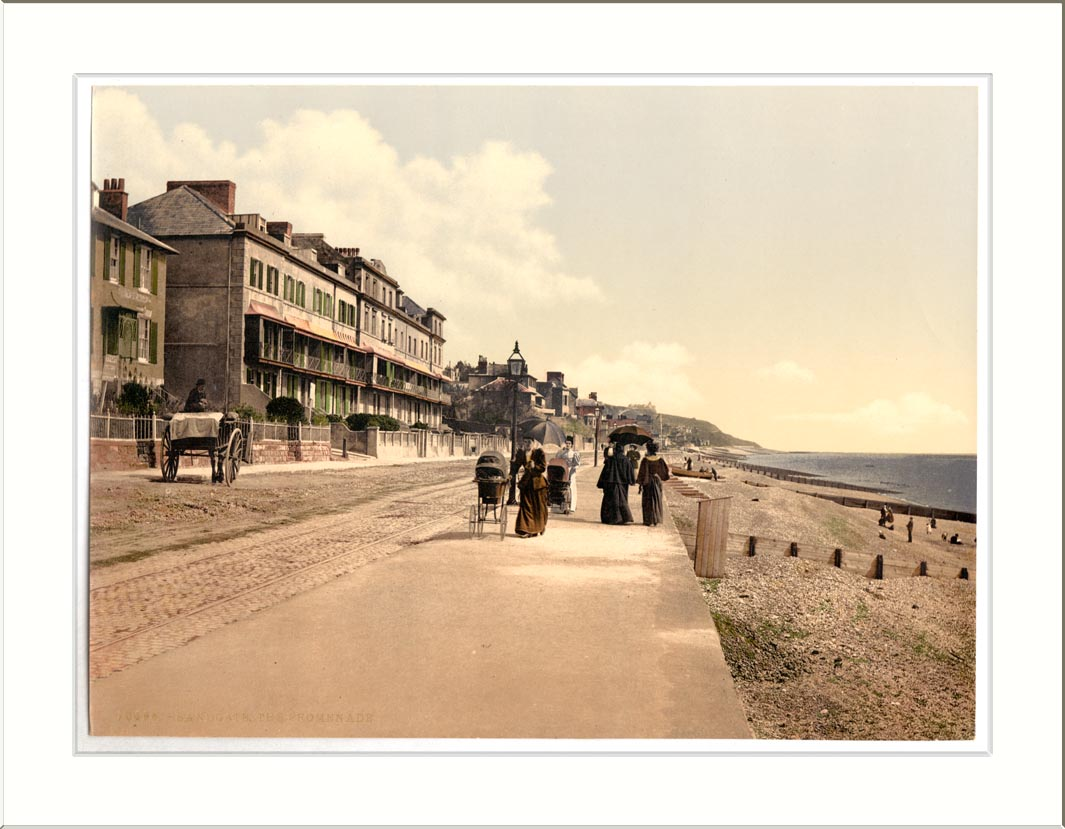
La promenade de Sandgate à la fin du XIXe siècle ou au début du XXe siècle.

À seize ans, elle épouse un veuf, médecin des armées, le Dr David Chambers McFall (mort en 1898), de vingt-trois ans son aîné et père de deux fils de son premier mariage, Chambers Haldane Cooke McFall et Albert William Crawford McFall. Sarah Grand et le Dr McFall auront un seul enfant, David Archibald (1871-1944) qui, passionné de théâtre, se produit sous le nom de scène Archie Carlaw Grand.
Les différentes affectations du Dr McFall conduisent la famille à voyager de 1873 à 1878 en Extrême-Orient, où Sarah Grand engrange nombre d'expériences qu'elle incorpore ensuite dans son œuvre fictionnelle. En 1879, les McFall reviennent en Angleterre et s'établissent d'abord à Norwich dans le comté d'East Anglia, puis, deux années plus tard, à Warrington dans le Yorkshire, où le docteur prend sa retraite.

### Désamour et séparation
Après son retour en Angleterre, le couple McFall connaît une impasse qu’accentuent les étranges appétits sexuels du docteur. Sarah Grand se sent à la fois liée et à l’étroit dans son mariage. Elle se tourne vers l’écriture, mais son premier roman, Ideala, auto-édité en 1888, ne connaît qu’un succès relatif et même des critiques peu élogieuses. Pour autant, sa confiance en ses talents d’auteur ne se trouve en rien diminuée et, encouragée par les lois autorisant les femmes à  jouir de leur patrimoine — alors qu’elles le perdaient lors du mariage —, elle décide en 1890 de quitter son mari et de s’établir seule à Londres.
La frustration de sa propre expérience conjugale et sa joie d'avoir recouvré la liberté se retrouvent dans ses œuvres romanesques où elle campent des portraits de femmes pratiquement dépourvues de droits politiques et enfermées dans des mariages sans espoir. Les livres qui suivent s'avèrent plus indulgents envers le sexe masculin : ainsi, L'Impossible Babs (Babs the Impossible) où une aristocrate célibataire se sent revalorisée en tant que femme par la grâce d'un idéaliste autodidacte.
D'autre part, avertie des choses du corps par son mari médecin, Sarah Grand connaît la physiologie anatomique des maladies vénériennes. Elle utilise ce savoir pour sous-tendre l'intrigue de son roman Les Jumeaux célestes (The Heavenly Twins), paru en 1893 où elle recommande une approche humaine du problème plutôt que les habituelles condamnations frappant les jeunes femmes infectées.

## Renaissance en «Sarah Grand»
Sarah Grand est passée de son patronyme, Clarke, à ce qui allait devenir son pseudonyme en 1883, lors de la publication des Jumeaux célestes (The Heavenly Twins), chez Heineman.

### Archétype de la «femme nouvelle»
Ce nom de plume représente l'archétype de la « femme nouvelle » (New Woman) dont elle et ses collègues féminins ont théorisé le concept, en particulier lors d'un débat avec Ouida en 1894.
Après le décès de son mari en février 1898, Sarah Grand vit brièvement à Londres, puis déménage à Tunbridge Wells, Kent. Elle s'y implique avec ardeur dans des associations militant pour la promotion des femmes et leur accès au suffrage, tout en voyageant beaucoup, en particulier aux États-Unis où elle fait une tournée de promotion des Jumeaux célestes. La critique reste mitigée, parfois coléreuse à tant d'« indécence », mais George Bernard Shaw lui apporte un éloge appuyé. De retour en 1920, Sarah Grand part pour Crowe Hall à Widcombe, Bath, dans le Somerset, où elle exerce les fonctions de Lady Mayoress auprès du maire Cedric Chivers. Sa maison ayant été endommagée par un bombardement en 1942, Sarah Grand se laisse convaincre de gagner le Wiltshire où elle s'installe dans la petite ville de Calne. C'est là qu'elle meurt l'année suivante un mois avant son 89e anniversaire, le 12 mai 1943
,. Elle repose auprès de sa sœur Nellie au cimetière de Lansdown, Bath. Son fils Archie ne lui survit qu'une année, victime d'un bombardement allemand de Londres en 1944.

### «La femme nouvelle» en action
Sarah Grand pense que le mariage reste la meilleure institution pour lier solennellement un homme et une femme. Cependant, constatant qu'à de rares exceptions près, la réalité n'est pas à la hauteur de ses souhaits, son œuvre traite essentiellement des échecs conjugaux au point de devenir polémique. Selon elle, la cause du mal revient à la société qui prive les femmes d'instruction, les cantonne dans un statut inférieur et se sert d'elles comme monnaie d'échange afin de promouvoir des intérêts relevant du rang et du patrimoine, si bien qu'elles se voient emprisonnées dans des mariages sans amour et condamnées à des vies de résignation et d'ennui.
Aussi Sarah Grand contribue-t-elle de toutes ses forces, activement comme dans ses écrits (traité, œuvres de fiction), à l'essor des mouvements féministes qui se réclament de la « femme nouvelle », expression dont elle est l'auteur. Il s'agit d'encourager les femmes de la classe moyenne à s'instruire et trouver un travail, et aussi, insiste-t-elle, à leur faire prendre conscience des responsabilités qu'elles doivent à la nation tout entière. En effet, Les Jumeaux célestes dénonce les aberrations qui valorisent les incartades sexuelles des hommes et punissent les femmes pour le moindre manque à la fidélité.
À ce propos, elle met également en garde contre les risques que la promiscuité masculine fait courir à la santé publique ; la Grande-Bretagne, argumente-t-elle, mérite que les femmes de la classe moyenne choisissent des compagnons susceptibles d'engendrer des enfants qui, par leur santé et leur éducation, deviennent les garants de la robustesse de la nation.

## Critique et influence
La collection Berg (Henry W. and Albert A. Berg Collection of English and American Literature) de la New York Public Library conserve l'exemplaire de The Heavenly Twins de Mark Twain. Les marges en sont pleines de commentaires peu amènes, par exemple à la fin d'un chapitre, « Un chat ferait de la meilleure littérature que ça » (A cat could do better literature than this).

## Œuvres
- Ideala, 1888[7]. (rééd. 2008 par BiblioLife),

Écrit à la première personne par l'ami de l'héroïne Lord Dawne, Ideala est l'un des premiers romans consacrés à la « femme nouvelle ». Après un mariage malheureux, Ideala doit se décider : où elle quitte son époux pour un autre homme, ou elle se lance dans le féminisme dont la philosophie exige que la femme engagée renonce à ses relations personnelles pour se consacrer à la seule défense de ses congénères. Elle fait les deux et le livre se présente comme une sorte de Bildungsroman disséquant le pèlerinage intérieur de l'héroïne et sa place dans la société. Le lecteur  partage sa poésie et l'accompagne lors de ses distributions de vivres chez les déshérités, alors qu'en même temps, elle redécouvre l'amour et le voyage, jusqu'en Chine. En somme, c'est une « femme nouvelle » qui recherche intelligemment à donner un sens à sa vie.
- The Heavenly Twins, 1893[21],(rééd.1993, par University of Michigan Press),
- Our Manifold Nature, 1894, (rééd. 1994, par  Ayer Co Pub),
- The Beth Book, 1897, (rééd. 1981, par Dial Press),
- Babs the Impossible, 1901[21], (rééd. 2008, par Kessinger Publishing),
- Emotional Moments, 1908, (rééd. 2013, by Theclassics.Us),
- Adnam's Orchard, 1912, (rééd. 2007, par Brouwer Press),
- The Winged Victory, 1916, (rééd. 2012, par Ulan Press),
- Variety, 1922,

Des oeuvres sont publiées à titre posthume : 
- Sex Social Purity & S Grand V2 (The History of Feminism), éd.  Routledge, 2004,
- Singularly Deluded. [A novel.] By the author of "Ideala.", éd. British Library, Historical Print Editions, 2011.

#### Romans
- (en) Sarah Grand (Molly Youngkin, éditeur scientifique), Ideala : A Study from Life, Valancourt Books; Critical ed. edition, coll. « Valancourt Classics », 2000, 248 p., 5.5 x 0.6 x 8.5 inches (ISBN 978-1-934555-60-6)
- (en) Sarah Grand, The Heavenly Twins, The University of Michigan Press, 1993 (1re éd. 1883), 736 p., 15,2 x 4,1 x 22,9 cm (ISBN 978-0-472-06508-0, lire en ligne)
- (en) Sarah Grand, Babs the Impossible, Whitefish, Montana, Kessinger Publishing, 2008 (1re éd. 1901), 512 p. (ISBN 978-0-548-87617-6).

#### Ouvrages ou articles généraux
- (en) Sheila R. Herstein, A mid-Victorian feminist, Barbara Leigh Smith Bodichon, New Haven, Yale University Press, 1985, 205 p. (ISBN 0-300-03317-6).
- (en) Joyce Fraser, « Prostitution and the Nineteenth Century: In Search of the 'Great Social Evil' » [« La Prostitution et le XIXe siècle: en quête du « grand mal social » »], Reinvention: a Journal of Undergraduate Research, vol. 1, no 1,‎ 2008 (lire en ligne, consulté le 21 septembre 2017).
- (en) Joan Perkin, Victorian Women, New York, New York University Press, 1995, 264 p. (ISBN 978-0-8147-6625-5, lire en ligne), p. 27–28.
- « Sarah Brand » (consulté le 16 septembre 2017).
- (en) Nina Attwood, The prostitute's body : rewriting prostitution in Victorian Britain, Abingdon, Oxon, Routledge, coll. « The Body, Gender and Culture », 2010, 224 p., 15,6 x 1,3 x 23,4 cm (ISBN 978-1-84893-006-3), p. 71 sq..
- Thierry Pastorello, « Féminisme et prostitution dans l’Angleterre du XIXe siècle : la croisade de Joséphine Butler, textes réunis et présentés par Frédéric Regard, Florence Marie et Sylvie Regard », Cahiers d’histoire. Revue d’histoire critique, no 129,‎ 2015 (lire en ligne, consulté le 15 septembre 2017).
- « Theatre collections: record view » (consulté le 17 septembre 2017).
- Martine Monacelli, « Femmes et citoyenneté dans la Grande-Bretagne du XIXe siècle : reconnaissance de l’égalité ou de la différence des sexes ? », Revue d'histoire du XIXe siècle, no 39,‎ 2009, p. 29-143 (lire en ligne, consulté le 16 septembre 2017).

#### Ouvrages spécifiques
- « Sarah Grand », sur Ulstehistory.co.uk (consulté le 16 septembre 2014).
- (en) Sarah Grand (Ann Heilmann, éditeur scientifique), Sex, Social Purity and Sarah Grand, New York, Taylor & Francis, coll. « History of feminism », 2000, 288 p., 10,8 x 14 x 22,9 cm (ISBN 978-0-415-21412-4, OCLC 498375212, lire en ligne).
- (en) Iveta Jusova, « The New Woman and the Empire: Gender, Racial, and Colonial Issues », dans Sarah Grand, George Egerton, Elizabeth Robins, and Amy Levy, Columbus (Ohio), The Ohio State University Press, 2005, 264 p., 6x9 cm (ISBN 978-0-8142-5466-0).
- (en) Ian Frazier, « Marginalia by Nabokov, Plath, Twain, and Coleridge », The New Yorker,‎ 7 janvier 2007 (lire en ligne, consulté le 3 octobre 2017).